# Stepan Hirski
Stepan Bohdanowycz Hirski, ukr. Степан Богданович Гірський (ur. 8 stycznia 1991 we Lwowie) – ukraiński piłkarz, grający na pozycji obrońcy lub pomocnika.

## Kariera piłkarska

### Kariera klubowa
Wychowanek klubu Karpaty Lwów, barwy którego bronił w juniorskich mistrzostwach Ukrainy (DJuFL). Pierwszy trener Andrij Hryner. 20 lipca 2008 rozpoczął karierę piłkarską w drugiej drużynie Karpat. 29 sierpnia 2013 został wypożyczony do końca roku do Nywy Tarnopol. Po zakończeniu sezonu 2013/14 został piłkarzem FK Połtawa, w którym grał do października 2014. 3 lutego 2015 podpisał kontrakt z klubem Chrobry Głogów. 21 stycznia 2016 przeniósł się do GKS Tychy.

### Kariera reprezentacyjna
Występował w juniorskich reprezentacjach Ukrainy U-17 i U-19.